# Call of Duty: Modern Warfare 3: Defiance
Call of Duty: Modern Warfare 3: Defiance (estilizado como Call of Duty: MW3: Defiance) é um jogo eletrônico de tiro em primeira pessoa desenvolvido pela n-Space e publicado pela Activision para a consola portátil Nintendo DS. O jogo tem lugar no mesmo ambiente de Modern Warfare 3 e apresenta muitos elementos de jogabilidade típicos da série, incluindo o uso de mira, e as missões de veículos. Foi lançado em 8 de Novembro de 2011 na América do Norte e nas regiões PAL.

## Jogabilidade
O jogo apresenta a jogabilidade de tiro em primeira pessoa como nos seus seus antecessores. Não vai utilizar os recursos 3D se jogado na Nintendo 3DS.

## Enredo
Defiance não segue o mesmo enredo de Modern Warfare 3. Como os anteriores Call of Duty da Nintendo DS, o enredo serve como uma "narrativa paralela" para a versão das consolas ou PC.

## Recepção
Modern Warfare 3: Defiance teve pontuações mistas para a critica profissional. Apesar de ser considerado um shooter impressionante, está muito limitado ao hardware datado da consola portátil.

### Criticas Profissionais
A revista oficial Nintendo refere que: "Mesmo com as suas falhas, é um FPS impressionante, dadas as limitações do hardware."
O site de consolas portáteis Modojo refere que: "A Call of Duty mania varreu de novo o mundo civilizado, e as hipóteses são boas que você adquira a versão Xbox 360, PlayStation 3 ou PC desta semana (…) Um shooter sólido portátil atropelado pelo rápido envelhecimento do hardware (…) se tudo o que você tem é uma DS, é um dos melhores títulos FPS para o sistema, mas isso não é dizer muito."